# Клотилда фон Саксония-Кобург и Гота
Мария Аделхайд Амалия Клотилда фон Саксония-Кобург и Гота (на немски: Marie Adelheid Amalie Clotilde von Sachsen-Coburg und Gotha; * 8 юли 1846, Ньой сюр Сен, Франция; † 3 юни 1927, Alcsút, Унгария) е принцеса от рода Сакс-Кобург и Гота-Кохари, католическа странична линия на Сакс-Кобург и Гота, и чрез женитба ерцхерцогиня на Австрия.

## Живот
Тя е най-възрастната дъщеря на принц Август фон Сакс-Кобург-Гота (1818 – 1881) и съпругата му Клементина Бурбон-Орлеанска (1817 – 1907), дъщеря на френския крал Луи-Филип. Нейният най-малък брат Фердинанд I става през 1887 г. цар на България.
Клотилда се омъжва на 12 май 1864 г. в Кобург за ерцхерцог Йозеф Карл Лудвиг (1833 – 1905) от династията Хабсбург-Лотаринги, син на ерцхерцог Йозеф Антон Йохан Австрийски, палатин на Унгария, и херцогиня Мария Доротея Вюртембергска. Бракът е щастлив.
Клотилда умира на 80 години на 3 иини 1927 г. в дворец Alcsút и е погребана заедно с децата си и съпруга си в криптата на двореца в Буда. 

## Деца
- Елизабет (1865 – 1866)
- Мария Доротея (1867 – 1932)

∞ 1896 херцог Филип Орлеански (1869 – 1926)
- Маргарета (1870 – 1955)

∞ 1890 княз Алберт фон Турн и Таксис (1867 – 1952)
- Йозеф Август (1872 – 1962)

∞ 1893 принцеса Августа Баварска (1875 – 1964)
- Ладислаус Филип (1875 – 1895)
- Елизабет (1883 – 1958)
- Клотилда (1884 – 1903)